# Dasyllis erythrura
Dasyllis erythrura là một loài ruồi trong họ Asilidae. Dasyllis erythrura được Hermann miêu tả năm 1912. Loài này phân bố ở vùng Tân nhiệt đới.